# Achille Mbembe

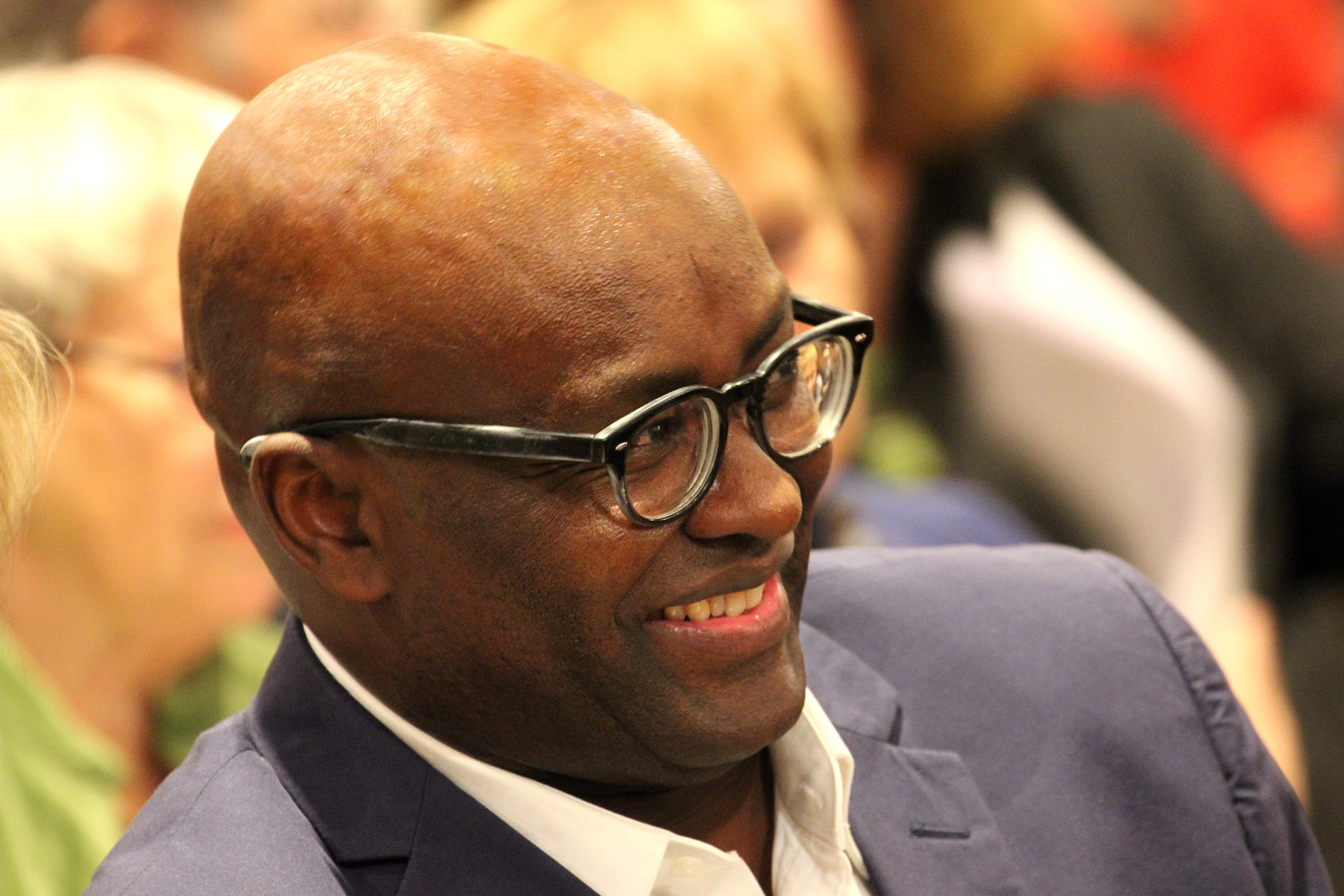
Achille Mbembe (2015)

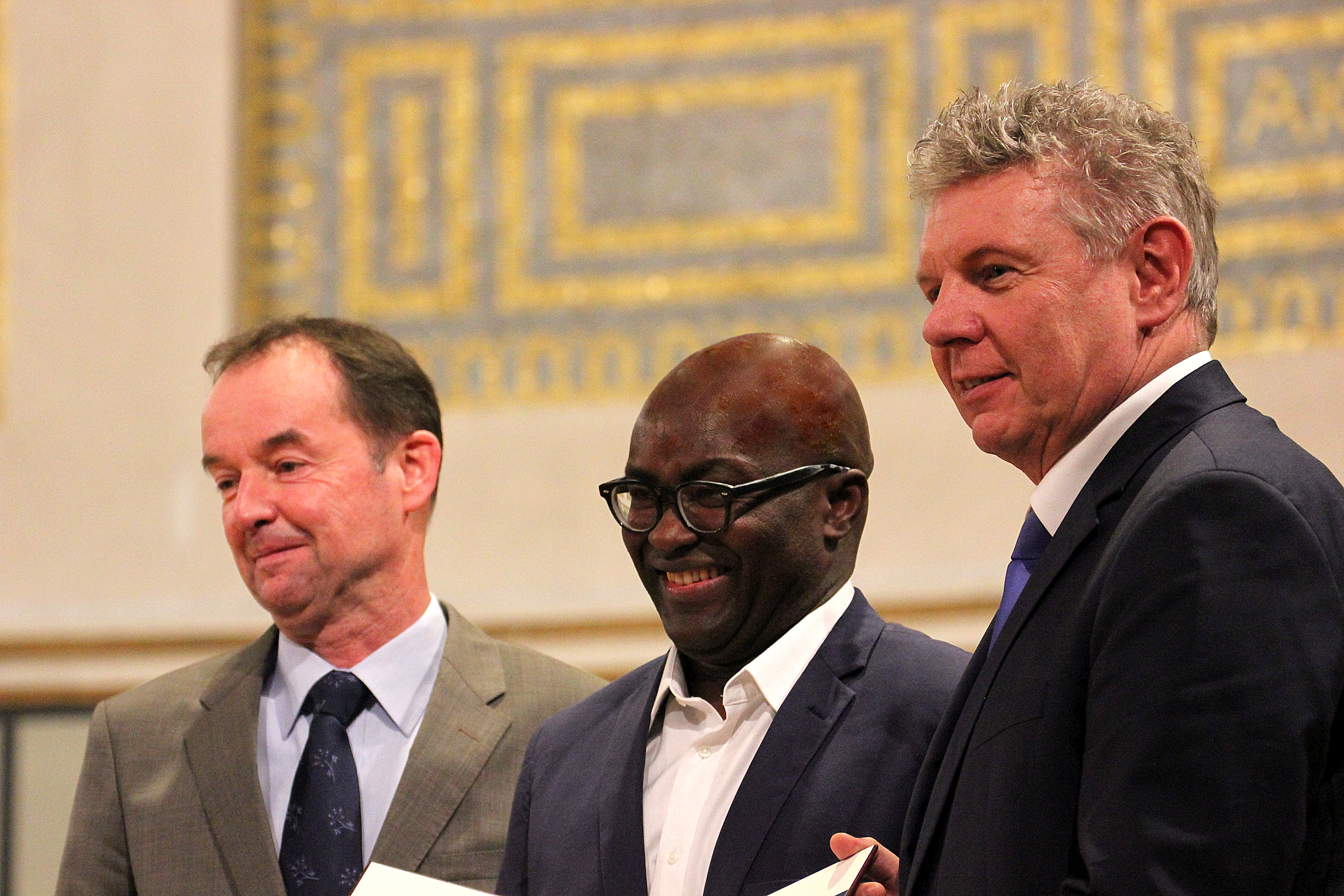
Verleihung des Geschwister-Scholl-Preises 2015

 Joseph-Achille Mbembe (* Juli 1957 in Malande, Kamerun) ist ein Historiker, Politikwissenschaftler und Theoretiker des Postkolonialismus. Er lehrt und forscht aktuell als Professor an der Witwatersrand-Universität in Johannesburg, Südafrika.

## Leben
Achille Mbembe wurde in Malande in der Region Centre des zentralafrikanischen Staates Kamerun geboren. Er entstammt dem Volk der Bassa und wurde in einem Internat der Dominikaner unterrichtet, bevor er 1978 ein Studium an der Universität Yaoundé in der Hauptstadt Kameruns aufnahm. Während der Schul- und Studienzeit war er für die Jeunesse étudiante chrétienne (JE) unter anderem als Verantwortlicher bei der Zeitschrift der Bewegung Au Large zuständig.  Die Zeiten des Studiums waren nicht nur von Streiks gegen die autoritären Regimes der Präsidenten Kameruns Ahmadou Ahidjo bis 1982 und dessen Nachfolger Paul Biya unterbrochen, sondern sie ließen Mbembe auch ganz Kamerun einschließlich des englischsprachigen Westens und des muslimischen Nordens kennenlernen.  Dort nahm er an Alphabetisierungskampagnen für die ländliche Bevölkerung, besonders in der Nähe von Maroua, dem großen Handelszentrum im Norden Kameruns, teil. Weitere Reisen führten Mbembe zum Beispiel in das Tansania von Präsident Julius Nyerere und machten ihn mit der dortigen Form des Sozialismus, Ujamaa, bekannt.

## Studien und Lehrtätigkeit
Mbembe studierte ab 1982 an der Universität Paris 1 Panthéon-Sorbonne und promovierte dort im Jahre 1989 im Fach Geschichte. Seine Ausbildung schloss er am Institut d’études politiques de Paris mit dem Diplôme d’études approfondies (DEA) ab. Seit seinen Pariser Jahren publiziert Mbembe in der linksliberalen und in der dezidiert linken Presse, etwa also in Le Monde diplomatique oder heute in der marxistisch fundierten Jungen Welt, an deren jährlicher Rosa-Luxemburg-Konferenz er als Referent teilnahm. In Paris war Jean-François Bayart sein geistiger Mentor, der die Zeitschrift Politique africaine für seine Ideen einer „Politik von unten“ öffnete.
Danach ging er 1986 für drei Jahre als Assistent an die Columbia University in New York. Es folgte eine einjährige Tätigkeit in Washington, D.C. an der Brookings Institution, bevor er an die University of Pennsylvania in Philadelphia, Pennsylvania ging. An der University of California, Berkeley, der Yale University in New Haven, Connecticut und der Duke University in Durham, North Carolina, unterrichtete er zeitweilig während seines Aufenthalts in den USA.
1996 wurde Mbembe an den in Dakar, Senegal, ansässigen Council for the Development of Social Science Research (CODESRIA) gerufen. Er verließ diese Einrichtung im Jahre 2000 enttäuscht über die inneren ideologischen Grabenkämpfe.
2001 begann er seine Tätigkeit am neu eingerichteten Institute of Social and Economic Research (WISER) an der Witwatersrand-Universität in Johannesburg in Südafrika.
2019 hielt Mbembe als Albertus-Magnus-Professor eine Vorlesungsreihe an der Universität Köln.
Seine Schriften wurden ins Arabische, Deutsche, Englische, Niederländische, Polnische, Portugiesische, Rumänische, Spanische, Russische und andere Sprachen übersetzt.

## Wissenschaftliche Positionen
Mbembes Forschungsschwerpunkte sind Philosophie, afrikanische Geschichte, Postcolonial Studies sowie Politik- und Sozialwissenschaften.

### Afrika als Projektion
Sein bisher bedeutendstes Werk ist das 2000 erschienene Buch De la postcolonie. Essai sur l’imagination politique dans l’Afrique contemporaine (deutsch: Postkolonie. Zur politischen Vorstellungskraft im zeitgenössischen Afrika). In diesem Text argumentiert Mbembe, dass der akademische und populäre Diskurs über Afrika in einer Vielzahl von Klischees gefangen sei, die an westliche Phantasien und Ängste gebunden seien (ebd., S. 3). In Anlehnung an Frantz Fanon und Sigmund Freud vertritt Mbembe die Auffassung, dass diese Darstellung nicht die Widerspiegelung eines wirklichen Afrikas ist, sondern eine unbewusste Projektion, die an Schuld, Verleugnung und den Zwang zur Wiederholung gebunden ist. Wie James Ferguson, Valentin-Yves Mudimbe und andere interpretiert Mbembe Afrika nicht als einen definierten, isolierten Ort, sondern als eine spannungsgeladene Beziehung zwischen sich und dem Rest der Welt, die sich gleichzeitig auf politischer, psychischer, semiotischer und sexueller Ebene abspielt.

### Nekropolitik als Erweiterung der Foucault’schen Bio-Macht
Mbembe vertritt, dass Michel Foucaults Konzept der Bio-Macht als ein Gefüge aus Disziplinierungsmacht und Biopolitik nicht mehr ausreiche, um diese zeitgenössischen Formen der Unterwerfung zu erklären. Foucaults Konzepten von souveräner Macht und Bio-Macht fügt Mbembe den Begriff der „Nekropolitik“ hinzu, der über die bloße „Einschreibung von Körpern in Disziplinarapparate“ hinausgeht. An den Beispielen Palästina, Afrika und Kosovo analysiert Mbembe, wie die Macht der Souveränität durch die Schaffung von Zonen des Todes in Kraft tritt, in denen der Tod zur ultimativen Ausübung von Herrschaft und zur primären Form des Widerstands wird.

### Globalisierung als Universalgeschichte
In seinem Werk Critique de la raison nègre (deutsch: Kritik der schwarzen Vernunft) analysiert Mbembe die Entstehung des globalen Kapitalismus aus dem transatlantischen Sklavenhandel und seine Weiterentwicklung im Zeichen der neoliberalen Globalisierung, die im selben Geist stattfinde. Voraussetzung der millionenfachen Ausbeutung sei die sprachliche Zurichtung und Entmenschlichung der Auszubeutenden. Deshalb verwendet Mbembe bewusst die Vokabeln „Rasse“ und „Neger“. Sie seien „reale Fiktionen“, rassistische Konstruktionen, die gleichwohl die reale Welt bestimmten.

## Politische Positionen
Zusammen mit  dem senegalesischen Wirtschaftswissenschaftler Felwine Sarr gründete er im Oktober 2016 die Ateliers de la Pensée, eine Vereinigung von rund 30 Wissenschaftlern und Künstlern mit dem Ziel, einen Raum für intellektuelle Debatten in Afrika zu schaffen.
Mbembe ist ein scharfer Kritiker der französischen Afrikapolitik und des (Neo)-Kolonialismus, insbesondere des Konzeptes des sogenannten „Françafrique“ (siehe auch CFA-Franc-Zone#Kolonialzeit bis 1965). An der Spitze der panafrikanische Non-Profit-Organisation Fondation de l’innovation pour la démocratie setzt er sich für eine „afrikanische Demokratisierung“ und (auch innerafrikanische) Freizügigkeit ein. Ungeachtet dieser kritischen Position wurde er von Emmanuel Macron zu einem Dialog auf dem Afrika-Frankreich-Gipfel im Juli 2021 in Montpellier eingeladen. Am 5. Oktober 2021 übergab Mbembe Macron den Bericht über diesen Dialog.

## Antisemitismusdebatte 2020
Mbembe sollte am 14. August 2020 die Eröffnungsrede zur Ruhrtriennale halten. Am 24. März 2020 forderte Lorenz Deutsch (FDP-Abgeordneter im Landtag NRW), ihn auszuladen: Mbembe unterstütze die BDS-Bewegung; er vergleiche Israels Innenpolitik mit dem Apartheidssystem Südafrikas und dieses mit dem Holocaust; er setze „die heutigen Juden Israels in der Logik der Gesamtargumentation an die Stelle der nationalsozialistischen, weißen Verbrecher“. Sein Auftritt widerspreche dem Beschluss des Landtags NRW, keine BDS-Unterstützer zu fördern. Felix Klein, der Antisemitismusbeauftragte der Bundesregierung, ergänzte: Mbembe habe den Holocaust relativiert und das Existenzrecht Israels infrage gestellt. Sein Auftritt würde Nordrhein-Westfalen politisch schaden, da das Land die Triennale mitfinanziere.
Aus diesem Anlass wurden bestimmte Texte Mbembes debattiert, darunter sein Artikel “Israël, les Juifs et nous” von 1992. Laut FAZ-Redakteur Jürgen Kaube ordnete Mbembe den Holocaust darin in die Geschichte des Kolonialismus ein, warf Israel vor, es nehme „den Platz der Mörder ein“, und beschrieb den Gott der Juden als Rache-Gott. Ob Mbembe unter der „Besetzung Palästinas“ die jüdische Besiedlung vor 1948, die Staatsgründung oder die „besetzten Gebiete“ von 1967 meinte, blieb laut Kaube unklar. In seinem Buch Politik der Feindschaft (2013) hatte er geschrieben: „Im kolonialen Kontext war die permanente Trennungs- und damit Differenzierungsarbeit zum Teil die Folge der von den Kolonisten empfundenen Angst vor Vernichtung. […] Das Apartheidregime in Südafrika und – in einer ganz anderen Größenordnung und in einem anderen Kontext – die Vernichtung der europäischen Juden sind zwei emblematische Manifestationen dieses Trennungswahns.“
Im Vorwort zu dem Buch Apartheid Israel (2015) schrieb Mbembe, die Besetzung Palästinas sei „der größte moralische Skandal unserer Zeit“, „eine der entmenschlichendsten Torturen“ der Gegenwart und „der größte Akt der Feigheit des letzten halben Jahrhunderts.“ Israel sei bereit, mit Gemetzel, Zerstörung und schrittweiser Ausrottung der Palästinenser „den ganzen Weg zu gehen“. Deshalb sei es Zeit für die „globale Isolation“ Israels.
Felix Klein fand es „zumindest missverständlich“, das Apartheidssystem und den Holocaust direkt hintereinander ideologisch als „emblematische Manifestationen einer Trennungsfantasie“ zu deuten. Damit relativiere Mbembe die Einzigartigkeit des Holocaust. Alan Posener (Die Welt) bezeichnete Mbembes Äußerungen als strukturelles Problem der Postcolonial Studies und bezeichnete ihn als Israelhasser und Holocaustrelativierer. Die Triennale wurde Ende April 2020 wegen der COVID-19-Pandemie in Deutschland abgesagt. Patrick Bahners (FAZ) forderte auch danach eine klare Distanzierung von Mbembe.
Mbembe erklärte, er habe „keinerlei Beziehung mit BDS“, weigere sich aber, mit Institutionen oder Personen zusammenzuarbeiten, die an Verletzungen des Völkerrechts oder der Menschenrechte in den besetzten Palästinensergebieten beteiligt seien. Das habe nichts mit Antisemitismus und dem Bestreiten von Israels Existenzrecht zu tun. Eine Kritik an Kolonialismus und Rassismus habe auch nichts mit der Relativierung des Holocaust zu tun. Er lehne Antisemitismus, alle Formen von Rassismus und Entmenschlichung aus tiefer Überzeugung ab und frage daher, ob es in deutschem Interesse sei, Stimmen aus früher kolonialisierten Ländern „in zumindest leichtsinniger Weise“ zu verdächtigen. Das könne den nötigen gemeinsamen Kampf spalten und schwächen. Ihn als „Holocaust-Relativierer“ zu bezeichnen, habe ihn tief verletzt. Es drücke die Sicht aus, er sei nur ein antisemitischer „Neger“. Seinen Unterstützern erklärte Mbembe, er sei „Objekt völlig grundloser, ebenso verrückter wie hinterhältiger Attacken seitens der Rechten und extremen Rechten in Deutschland“. Lorenz Deutsch habe die „teuflische Idee“ erfunden, er, Mbembe, sei ein „antisemitischer Neger“, um nicht zuzugeben, dass er einen Schwarzafrikaner und antikoloniale Thesen auf der Triennale ablehne. Da Felix Klein ihn im Namen des deutschen Staates kritisiert habe, müsse Klein sich öffentlich bei ihm entschuldigen. Das werde er bis an sein Lebensende von ihm fordern.
Der israelische Soziologe Moshe Zuckermann verteidigte Mbembe mit der Begründung, man müsse zwischen Antizionismus, Antisemitismus und Israelkritik unterscheiden. Die Philosophin Susan Neiman und die Kulturwissenschaftlerin Aleida Assmann hielten Mbembes Vergleich der Apartheid mit dem Holocaust für zulässig und sahen darin keine Holocaustrelativierung. Stephan Detjen (Deutschlandfunk) schrieb am 23. Mai 2020, Klein versuche, „einen international renommierten Wissenschaftler aus einem deutschen Diskursraum zu verbannen“.
Am 30. April erklärten 37 jüdische und israelische Künstler und Künstler, darunter zahlreiche Holocaustforscher, ihre Solidarität mit Mbembe und warfen Klein vor, Antisemitismus zu instrumentalisieren, um Kritik an der israelischen Regierung abzuwehren; er müsse aus seinem Amt abberufen werden. Am 1. Mai wiesen einige Wissenschaftler in einem internationalen Solidaritätsaufruf den Vorwurf zurück, dass Mbembe Antisemit sei und den Holocaust verharmlose; man wolle ihn mit Hilfe „manipulativ verzerrter Zitate und Inhalte desavouieren“. In einem Brief an Bundeskanzlerin Angela Merkel und Bundespräsident Frank-Walter Steinmeier (18. Mai) bezeichneten 700 afrikanische Intellektuelle die Antisemitismusvorwürfe gegen Mbembe als „unzulässige politische Instrumentalisierung“ des Holocaust sowie als Beschädigung des Rechts auf Meinungsfreiheit und behaupteten, sie seien von „rechtsextremen, konservativen und rassistischen Gruppen“ erhoben worden.
Dagegen unterstützte die Initiative Scholars for Peace in the Middle East, der mehrere 10.000 Wissenschaftler angehören, Felix Kleins Kritik an Mbembes Aussagen zu Israel mit einem offenen Brief: Sie entspreche dem Bundestagsbeschluss zu BDS von 2017 und der Antisemitismusdefinition der International Holocaust Remembrance Alliance (IHRA). Es gehe Mbembe nicht um freie Rede, sondern eher um Hassrede. Gruppen wie BDS versuchten erfolglos, Antizionismus von Antisemitismus zu unterscheiden, um ihre eigene rassistische Politik zu verharmlosen. Auch Bundesinnenminister Horst Seehofer, Uwe Becker (Deutsch-Israelische Gesellschaft), Josef Schuster (Zentralrat der Juden in Deutschland) und Israels Botschafter Jeremy Issacharoff kritisierten Mbembes Vergleich Israels mit dem Apartheidsystem als antisemitisch und verteidigten Felix Klein.
2018 sollten Mbembe und die israelische Psychologieprofessorin Shifra Sagy auf einer Konferenz in Südafrika zum Thema Traumata von Kolonialismus und Rassismus auftreten. Mehreren Berichten zufolge erreichten Mbembe und andere BDS-Anhänger durch Druck auf die Veranstalter, dass diese Sagy wieder ausluden. Sagy und ihre Studenten hatten bei der Konferenz das Projekt „Empathie gegenüber dem Anderen“ zur Versöhnungsarbeit zwischen Israelis und Palästinensern vorstellen wollen. Trotz Mbembes Vorgehen dagegen plädierte Sagy 2020 dafür, ihn in Deutschland reden zu lassen.
Jürgen Kaube (Frankfurter Allgemeine Zeitung) nannte Mbembes Angabe, er habe nichts mit BDS zu tun, „gelogen“ und verwies darauf, dass Verkaufserlöse des Buchs von 2015 für eine BDS-Gründungsorganisation bestimmt waren und Mbembe damals einen Aufruf zum Boykott von Israel finanzierter wissenschaftlicher Konferenzen unterzeichnet hatte. Im Kontext der strittigen Buchpassage benenne Mbembe die Träger der Trennungs- und Ausrottungswünsche nicht konkret. Die Unterschiede zwischen deren Spielarten seien für ihn unbedeutend. Es sei aber nicht dasselbe, ob ein Zaun nur Wohngebiete oder Nationen trenne oder Menschen in ein Vernichtungslager einsperre, ob „Separation“ oder Vernichtung geplant sei. Mbembe beschreibe Israels Besetzung der Palästinensergebiete einseitig, etwa als „generalisierte Lagerhaft“, ohne die Angriffskriege, Terroranschläge, Bedrohungen gegen Israel seit 1948 zu erwähnen. Für ihn sei Israels Gewalt viel schlimmer als die frühere in Südafrika, weil er Israel eine Vernichtungsabsicht gegen die Palästinenser unterstelle. Dazu berufe er sich auf BDS-Unterstützer wie Judith Butler und Jacqueline Rose, für die Israel ein illegitimes, gewalttätiges und rassistisches Gebilde sei. Indem Mbembe Trennung und Vernichtung im Grunde gleichsetze, gebe er Unterscheidungsvermögen zugunsten „plakativer Empörung“ auf. Zudem erkläre er die gemeinsame Zerstörungslust in verschiedenen Ideologien letztlich aus dem biblischen Prinzip „Auge um Auge“ und mache so das Judentum dafür verantwortlich, ohne zu berücksichtigen, dass der biblische Talion die Zerstörungslust der Rache gerade eindämmen sollte. In einem weiteren Text beschreibe Mbembe das Judentum als über Blut und Boden definierte Gruppe und bemerke dann, die Juden hätten „bekanntlich den Preis dafür mitten in Europa“ bezahlt. Die Deutung des Holocaust als Reaktion auf jüdisches Sosein ähnele der Argumentation Ernst Noltes.
Die Antisemitismusforscherin Monika Schwarz-Friesel betonte, „selbst 10.000 Unterschriften können die Tatsache nicht leugnen, dass Mbembe auf verantwortungslose Weise Texte mit klassischen Topoi der Judenfeindschaft verfasst hat“. Seine Texte wiesen „mit surrealen Analogien und emotionalen Superlativen Charakteristika eben solcher Sprachgebrauchsmuster auf“, die für den aktuellen Israel-bezogenen Antisemitismus typisch seien. Auf Kritik daran folgten stets dieselben, ebenfalls gut erforschten Abwehrstrategien. Mbembe stelle sich „immer vehementer und irrationaler als Opfer von ‚deutschem Rassismus‘“ dar und gehe in die Täter-Opfer-Umkehr. Er bezeichne seine Kritiker ausgerechnet als „Pharisäer“ und „Zeloten“, also mit traditionellen Schimpfworten für Juden, benutze das inflationäre antisemitische Schlagwort „Auge um Auge, Zahn um Zahn“, dichte dem jüdischen Staat eine Apartheid „schlimmer als in Südafrika“ an, werfe ihm „fanatische Ausrottung“ vor und fordere seine „weltweite Isolation“. Von seriöser Wissenschaft sei in diesen Superlativen und brisanten Metaphern keine Spur.
Der Politikwissenschaftler Claus Leggewie bedauerte den Verlauf der Debatte um Mbembe. Über Holocaust, Rassismus und Kolonialismus könne kaum noch sachlich diskutiert werden. Genau zu prüfen sei, ob man „von einer Vorläuferschaft des Holocaust im Kolonialismus und seinen Nachwirkungen in heutigen Kontexten sprechen“ könne. Er hoffe, dass am Ende eine gemeinsame Gegnerschaft zum unbestreitbaren Hauptgegner stehe, dem weißen Suprematismus.
Laut Thomas Oberender, Intendant der Berliner Festspiele, gab Mbembe nach der Debatte an, nie wieder in Deutschland auftreten zu wollen.
Am 19. Dezember 2022 fasste Meron Mendel die Debatte in einem Interview mit der Frankfurter Rundschau zusammen: „Mbembe, ein schwarzer Philosoph, der sich antiisraelisch geäußert hatte und den BDS unterstützt, sollte die Eröffnungsrede bei der Ruhrtriennale 2020 halten. Die Forderungen, dass er deswegen ausgeladen werden sollte, haben einige dann als Rassismus gegenüber einer schwarzen Person betrachtet. Andere sagten hingegen: Nur, weil jemand schwarz ist, hat er keinen Freischein für antisemitische Äußerungen. Die Mbembe-Debatte ist neben der Documenta-Debatte das prominenteste Beispiel für dieses Dilemma. Da ist kaum eine Zwischenposition, eine Differenzierung möglich.“
Der Historiker Sebastian Voigt befand 2023, dass Mbembes Schriften „zweifellos die Tendenz zu einem Opferkonkurrenz-Antisemitismus“ bedienten.
Die Kontroverse war einer der Auslöser der auch als „Historikerstreit 2.0“ bezeichneten Katechismusdebatte.

## Persönliches
Achille Mbembe ist mit der Literatur- und Kulturwissenschaftlerin Sarah Nuttall verheiratet, die ebenfalls Professorin an der Johannesburger Witwatersrand-Universität ist. Die beiden haben zwei Kinder. Achille Mbembe ist begeisterter Hobbyfußballer.

## Auszeichnungen
- 2015: Geschwister-Scholl-Preis für sein Buch Kritik der schwarzen Vernunft[53]
- 2017: Wahl zum Mitglied der American Academy of Arts and Sciences als „International Honorary Member“ (Internationales Ehrenmitglied)[54]
- 2018: Ernst-Bloch-Preis[55] In der Begründung der Jury heißt es: „Mit Achille Mbembe zeichnet die Stadt Ludwigshafen am Rhein einen der wichtigsten Denker des afrikanischen Kontinents aus, der mit seinem Blick auf gesellschaftliche Brüche und die Gefahren der Demokratie über die Grenzen hinaus für eine humane Welt im Sinne Ernst Blochs eintritt.“
- 2018: Gerda Henkel Preis.[56] Die Laudatio hielt Michelle Müntefering, Staatsministerin im Auswärtigen Amt. In der Begründung der Jury heißt es, Mbembe habe sich „als einer der anregendsten Denker Afrikas ein weltweites Renommee verschafft. Seine auch ins Deutsche übersetzten Bücher Kritik der schwarzen Vernunft und Ausgang aus der langen Nacht sind eindrucksvolle Zeugnisse einer sehr eigenständigen und ebenso kritischen wie selbstkritischen Denkweise [...]“.[57]
- 2019: Albertus-Magnus-Professur.[58] In deren Rahmen hielt Mbembe zwei öffentliche Vorlesungen und ein Seminar an der Universität zu Köln sowie ein Museumsgespräch im Rautenstrauch-Joest-Museum ab.
- 2023: Korrespondierendes Mitglied der British Academy
- 2024: Holberg-Preis (Universität Bergen)[59] „for his groundbreaking work in the fields of history and political theory [...] Mbembe’s oeuvre goes beyond a particularized notion of decolonization to a universalist recentring of the human. For him, this involves a dedication to facing historical truth, while learning and remembering across South-North divides.“[60]

## Veröffentlichungen
Monografien
- La communauté terrestre. Éditions la Découverte, Paris 2023, ISBN 978-2-348-07238-3. Übersetzt von Jörg Theis: Die terrestrische Gemeinschaft. Technik, Animismus und die Erde als Utopie. Matthies & Seitz, Berlin 2025, ISBN 978-3-7518-2058-5.
- Brutalisme. Éditions la Découverte, Paris 2020, ISBN 978-2-348-05749-6.
- Critique de la raison nègre. Éditions la Découverte, Paris 2013, ISBN 978-2-7071-7747-6. Deutsch übersetzt von Michael Bischoff: Kritik der schwarzen Vernunft. Suhrkamp, Berlin 2014, ISBN 978-3-518-58614-3.
- Politiques de l’inimitié. Éditions la Découverte, Paris 2013, ISBN 978-2-7071-7747-6. Deutsch übersetzt von Michael Bischoff: Politik der Feindschaft. Suhrkamp Berlin, Berlin 2017, ISBN 978-3-518-75424-5.
- Sortir de la grande nuit. Essai sur l’Afrique décolonisée. Éditions la Découverte, Paris 2013, ISBN 978-2-7071-6670-8. Deutsch übersetzt von Michael Bischoff: Ausgang aus der langen Nacht. Versuch über ein entkolonisiertes Afrika. Suhrkamp, Berlin 2016, ISBN 978-3-518-58691-4.
- De la postcolonie. Essai sur l’imagination politique dans l’Afrique contemporaine. 2. revidierte Auflage, Karthala, Paris 2005. Deutsch übersetzt von Brita Pohl: Postkolonie. Zur politischen Vorstellungskraft im gegenwärtigen Afrika. Turia + Kant, Wien/Berlin 2016, ISBN 978-3-85132-781-6.
- Du gouvernement privé indirect. Codesria, Dakar 1999.
- La naissance du maquis dans le Sud-Cameroun, 1920–1960: histoire des usages de la raison en colonie. Karthala, Paris 1996.
- Afriques indociles. Christianisme, pouvoir et État en société postcoloniale. Karthala, Paris 1988.
- Les Jeunes et l’ordre politique en Afrique noire. Éditions L’Harmattan, Paris 1985

Beiträge in Sammelbänden
- À la lisière du monde. Frontières, territorialité et souveraineté en Afrique. In: Benoît Antheaume und Frédéric Giraut (Hrsg.) Le territoire est mort. Vive les territoires! Paris 2005, S. 47–78.

- Future Knowledges and Their Implications for the Decolonisation Project. In: Jansen J. (Hrsg.) Decolonisation in Universities: The politics of knowledge. New York 2019. S. 239–254.

Beiträge in Fachzeitschriften
- Pouvoir des morts et langage des vivants : Les errances de la mémoire nationaliste au Cameroun In: Politique Africaine, N° 22, Oktober 1986, S. 37–73.
- L’argument matériel dans les Eglises catholiques d’Afrique : le cas du Zimbabwe (1975–1987). In: Politique Africaine, N° 35, Oktober 1989, S. 50–66.
- Le Cameroun après la mort d’Ahmadou Ahidjo. In: Politique Africaine, N° 37, März 1990, S. 117–123.
- Pouvoir, violence et accumulation. In: Politique Africaine, N° 39, Oktober 1990, S. 7–25.
- Avant-propos : Désordres, résistances et productivité. In: Politique Africaine, N° 42, Juni 1991, S. 2–9.
- Ecrire l’Afrique à partir d'une faille. In: Politique Africaine, N° 51, Oktober 1993, S. 69–98.
- Notes provisoires sur la postcolonie. In: Politique Africaine, N° 60, Oktober 1995, S. 76–110.
- Du gouvernement privé indirect. In: Politique Africaine, N° 73, März 1999, S. 103–123.
- A propos des écritures africaines de soi. In: Politique Africaine, N° 77, Oktober 2000, S. 16–44.
- Variations on the Beautiful in the Congolese World of Sounds. In: Politique Africaine, N° 100, Dezember 2005/Januar 2006, S. 71–92.
- La colonie : son petit secret et sa part maudite. In: Politique Africaine, N° 102, Juni 2006, S. 101–128.

- Futures of Life and Futures of Reason. In: Public Culture, Band 33, Nr. 1, 2021, S. 11–33.

Mitarbeit
- Die Welt wird schwarz. In: Alix Faßmann, Anselm Lenz, Hendrik Sodenkamp (Hrsg.): Das Kapitalismustribunal. Zur Revolution der ökonomischen Rechte. Haus Bartleby e. V. / Passagen Verlag, Wien 2016, ISBN 978-3-7092-0220-3, S. 105f.
- mit Jean-François Bayart und anderen: L’Afrique de Sarkozy. Karthala, Paris 2008

Mitherausgeber
- mit Sarah Nutall: Johannesburg: The Elusive Metropolis. Nachworte von Arjun Appadurai und Carol A. Breckenridge. Duke University Press, Durham/USA 2008, ISBN 978-0-8223-4262-5.

Vorwort
- Jon Soske, Sean Jacobs (Hrsg.): Apartheid Israel: the politics of an analogy. Haymarket, Chicago 2015, ISBN 978-1-60846-519-4.
- Curt Holtz (Hrsg.): Permanent error: Pieter Hugo. Prestel, München/London/New York 2011, ISBN 978-3-7913-4520-8.

Zeitungsartikel
- Israël, les Juifs et nous. In: Le Messager: journal d’information et de débat. Douala, April 1992 (ZDB-ID 2171823-4).